# ملودی کلاور
ملودی کلاور (انگلیسی: Melody Klaver؛ زادهٔ ۹ سپتامبر ۱۹۹۰) هنرپیشه، و بازیگر سینما اهل پادشاهی هلند است.